# Plagemann
Plagemann ist ein niederdeutscher Familienname. Der Name entstand durch Dehnung als Variante von Plaumann. Der Name Plaumann wiederum ist ein Herkunftsname mit Bezug zu Orten namens Plau, Plaue oder Plauen.
Es gab bereits Ende des 16. Jahrhunderts, Anfang des 17. Jahrhunderts in zwei Gebieten Deutschlands Familien Plagemann, deren Namen wahrscheinlich unabhängig voneinander entstanden sind und die nicht miteinander verwandt sind, und zwar einmal im Bereich Brandenburg/Mecklenburg/Lübeck und einmal im Münsterland (Riesenbeck, Saerbeck, Schwagstorf, Emsdetten).
Aus beiden Gegenden sind Familienmitglieder nach Amerika ausgewandert. In den USA gehört der Name Plageman zu den 50.000 häufigsten Familiennamen. In den Niederlanden gibt es den Namen auch, wobei wegen der eher grenznahen Verteilung eine Einwanderung aus dem Münsterland wahrscheinlicher ist.

## Bekannte Namensträger
- Carlos Alberto Joaquin Plagemann (1858–1908), chilenisch-deutscher Mineraloge
- Ernst Plagemann (1882–1953), deutscher Unternehmer und Manager des Stahlhandels
- Jochen Plagemann (1916–1999), deutscher Jurist, Rechtsanwalt, Notar und Honorarprofessor
- Jürgen Plagemann (* 1936), war 1962 Weltmeister und gewann 1964 olympisches Silber mit dem Deutschland-Achter.
- Volker Plagemann (1938–2012), war ein deutscher Kunsthistoriker, Verwaltungsfachmann und Publizist.